# Meridiano 89 E
O meridiano 89 E é um meridiano que, partindo do Polo Norte, atravessa o Oceano Ártico, Ásia, Oceano Índico, Oceano Antártico, Antártida e chega ao Polo Sul. Forma um círculo máximo com o Meridiano 91 W.
Começando no Polo Norte, o meridiano 89º Este tem os seguintes cruzamentos:
| País, território ou mar | Notas                                                      |
| ----------------------- | ---------------------------------------------------------- |
| Oceano Ártico           |                                                            |
| Mar de Kara             |                                                            |
| Rússia                  | Ilhas Kirov                                                |
| Mar de Kara             |                                                            |
| Rússia                  |                                                            |
| Mongólia                |                                                            |
| China                   | Xinjiang Tibete                                            |
| Butão                   |                                                            |
| Índia                   | Bengala Ocidental                                          |
| Bangladesh              | Cerca de 13 km                                             |
| Índia                   | Bengala Ocidental - cerca de 7 km                          |
| Bangladesh              |                                                            |
| Índia                   | Bengala Ocidental - cerca de 4 km                          |
| Bangladesh              |                                                            |
| Índia                   | Bengala Ocidental - cerca de 6 km                          |
| Bangladesh              | Cerca de 11 km                                             |
| Índia                   | Bengala Ocidental                                          |
| Oceano Índico           |                                                            |
| Oceano Antártico        |                                                            |
| Antártida               | Território Antártico Australiano, reclamado pela Austrália |